# Brayton (Iowa)
Brayton é uma cidade localizada no Estado americano de Iowa, no Condado de Audubon.

## Demografia
Segundo o censo americano de 2000, a sua população era de 145 habitantes. 
Em 2006, foi estimada uma população de 137, um decréscimo de 8 (-5.5%).

## Geografia
De acordo com o United States Census Bureau tem uma área de 
1,6 km², dos quais 1,6 km² cobertos por terra e 0,0 km² cobertos por água.

## Localidades na vizinhança
O diagrama seguinte representa as localidades num raio de 20 km ao redor de Brayton. 